# خلیفه‌گری ارامنه آذربایجان
خلیفه‌گری ارامنهٔ آذربایجان که در تقاطع خیابان‌های ارک، شهناز (شریعتی) و والمان (مصلی) در مرکز شهر تبریز و در یکی از باغ‌های تاریخی محلهٔ لیل‌آباد قرار گرفته، مسئول ادارهٔ امور ارامنهٔ منطقهٔ آذربایجان است. ساختمان خلیفه‌گری در تاریخ ۱ آذر ۱۳۷۸ با شمارهٔ ثبت ۲۵۲۳ به‌عنوان یکی از آثار ملی ایران به ثبت رسیده است.

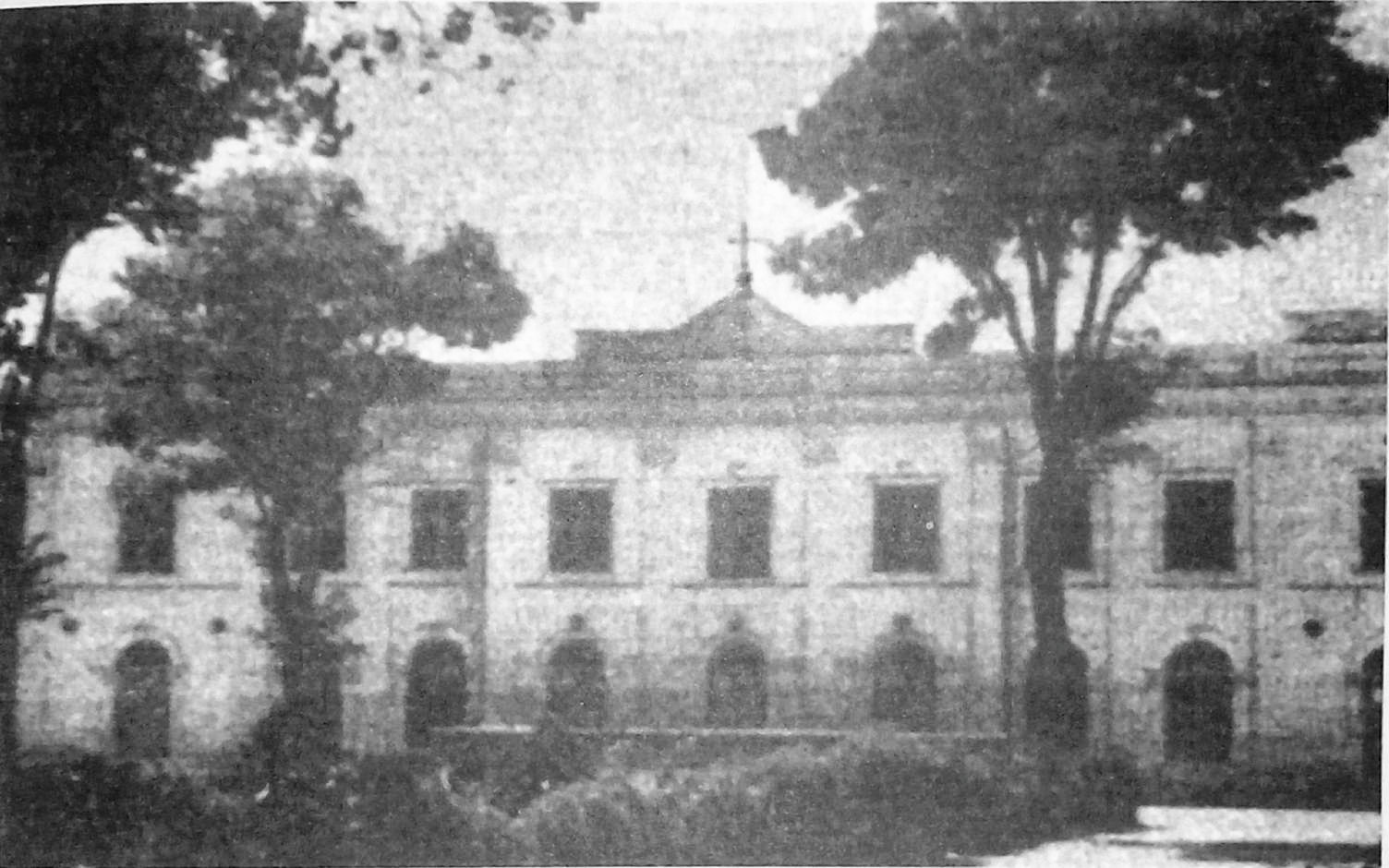
تصویر قدیمی از ساختمان خلیفه‌گری

باشگاه ورزشی آرارات، کلیساهای سرکیس مقدس، شوغاگات مقدس، مریم مقدس و مریم‌ننه، مراکز آموزشی (کودکستان، دبستان و دبیرستان) و موزه ارامنه تبریز به آن وابسته‌اند.
خلیفه‌گری ارامنهٔ آذربایجان تا سال ۱۸۴۵ در قره‌کلیسای شهرستان چالدران در شمال استان آذربایجان غربی قرار داشت که در این سال این مرکز به تبریز منتقل شده‌است. ساختمان خلیفه‌گری نیز در سال ۱۸۷۰ توسط بانک شاهی ساخته شده بود که در سال ۱۹۰۳ توسط ارامنه خریداری شده و به مقر خلیفه‌گری تبدیل شد.
خلیفه‌گری ارامنهٔ آذربایجان مسئولیت آموزش زبان ارمنی، ادارهٔ کلیساهای آذربایجان، برگزاری مراسم مذهبی و حفاظت از ارمنیان آذربایجان را بر عهده دارد. این شورا از پنج عضو اصلی تشکیل یافته که پس از درگذشت «اسقف اعظم نشان توپوزیان» در سال ۲۰۱۰، «اسقف اعظم گریگور چیفتچیان» (Գրիգոր Չիֆթչյան) ریاست آن را عهده‌دار است.